# Wendentaler

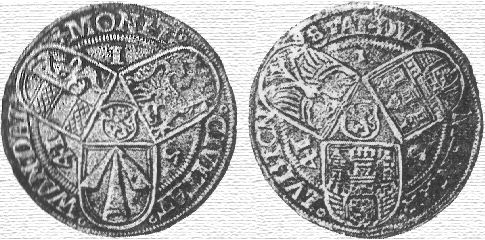
Wendentaler, Lüneburg, 1541

Der Wendentaler war eine ab 1541 in Lüneburg geprägte Währung, der die sechs Wappenschilde der wendischen Städte zeigte.
Darin inbegriffen waren die Wappen Rostocks und Stralsunds. Die Münze zierte die Umschrift „Statutus duarum Marcarum Lubicensis“, d. h. „Festsetzung zweier Mark Lübisch“. Ihr Wert betrug 2 Mark = 28,70 g.
Diese Markprägung der Hanse als Teil des Wendischen Münzvereins blieb bis 1550 erhalten. Danach löste sie die Talerprägung ab. Dennoch hielt sich die Mark im Nordseeraum bis ins 17. Jahrhundert als Rechnungseinheit von 16 Schilling.
1975 erfolgte eine Sonderprägung als Silbermedaille, die auf der Vorderseite die Wappenschilde von Lübeck, Hamburg und Lüneburg, Schriftkreis in doppeltem Kerbkreis, auf der Rückseite die Wappenschilde von Wismar, Rostock und Stralsund, Schriftkreis in doppeltem Kerbkreis, 42 mm, 24 g PP, zeigte.